# Fernando Bribiesca Sahagún
Fernando Bribiesca Sahagún (16 de agosto de 1981) es político mexicano, diputado federal por la Segunda Circunscripción de la LXII Legislatura del Congreso de la Unión. Participa como secretario de la mesa directiva de la Cámara de Diputados representando al Grupo Parlamentario Nueva Alianza.

## Formación Académica
Fernando Bribiesca es Licenciado en Relaciones Internacionales, egresado del Instituto Tecnológico y de Estudios Superiores de Monterrey.
Cuenta con una Maestría en Gerencia Política por la Universidad George Washington en el Distrito de Columbia en Estados Unidos.
Como parte de su formación académica asistió a programas enfocados en Sociedad Civil y Democracia en London School of Economics and Political Science en Londres y en la Fundación para el Análisis y los Estudios Sociales FAES, en Madrid España.

## Trayectoria
Trabajó con firmas de comunicación política y relaciones públicas durante su estancia en Estados Unidos; donde participó en temas de migración, comercio, medio ambiente e industria automotriz. Participó como voluntario en el Instituto Nuevo Amanecer en Monterrey y en diversas campañas de salud en el Estado de Chiapas.
Es socio fundador de AVE Consulting, firma de consultoría política, donde participó en campañas políticas en México, Centro y Sudamérica. Forma parte del Consejo Consultivo de la Fundación Vamos México.
El 29 de agosto de 2012 tomó protesta como diputado Federal por la Segunda Circunscripción de la LXII Legislatura del Congreso de la Unión. Participa como Secretario de la Mesa Directiva de la Cámara de Diputados representando al Grupo Parlamentario del Partido Nueva Alianza.

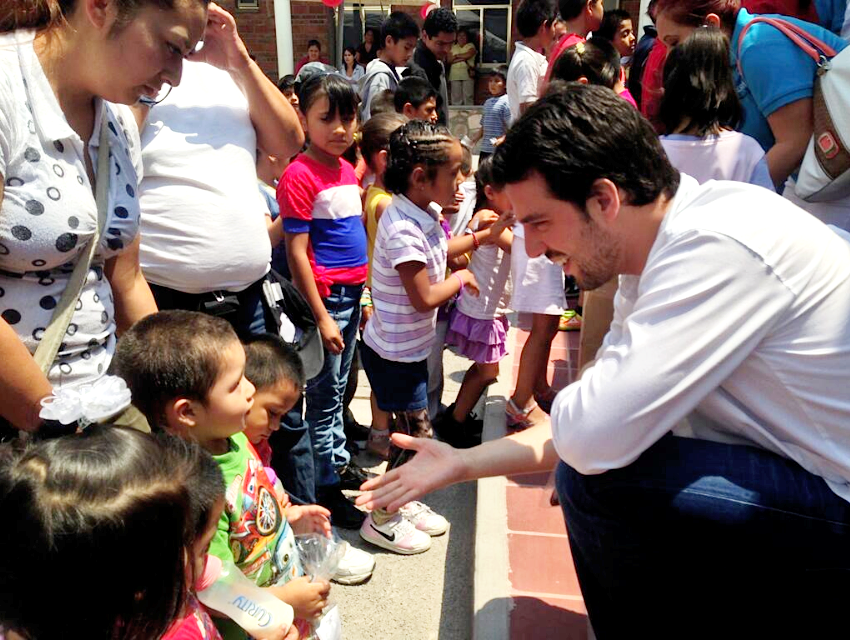
El Diputado Fernando Bribiesca en convivencia con niños de Celaya.

Es Secretario en el Capítulo México de la Organización Global de Legisladores, GLOBE; cuya principal tarea es promover, dentro del poder legislativo, acuerdos locales y globales enfocados a disminuir la vulnerabilidad y amortiguar los impactos adversos del cambio climático.

## Asistencia a Sesiones (Primer Año Legislativo)
En el Primer Periodo de Sesiones del Segundo Año de la LXII Legislatura, tuvo 2 inasistencias justificadas, la primera (26 de septiembre) donde por cuestiones familiares debió trasladarse a Guanajuato antes de terminar la sesión y la segunda ocasión (26 de noviembre), para dar cumplimiento al compromiso que le asignó la presidenta del Organismo Globe International Capítulo México para asistir a Londres y firmar los acuerdos para la Segunda Cumbre Mundial de Legisladores 2014 WSL2014, a realizarse en México en junio de 2014; de manera que alcanzó un promedio de 95.12%  de asistencia, que nuevamente representa uno de los más altos en la Cámara de Diputados.

## Actividad Legislativa (Primer Año Legislativo)
Durante el primer año de la legislatura presentó 5 iniciativas,  2 en el primer periodo y 3 en el segundo periodo;  de estas iniciativas se logró la aprobación de dos de ellas, la primera en torno al tema de acceso a internet en espacios públicos, y la segunda relativa a la inclusión de ciudadanos en el Consejo de Seguridad Pública Nacional. Durante el primer periodo del segundo año,  presentó 4 iniciativas más, mismas que están en comisiones para su dictamen.
En lo referente a puntos de acuerdo, presentó 2, uno en el primer periodo del primer año legislativo y otro en el primer periodo del segundo año; asimismo, participó en 17 posicionamientos del Grupo Parlamentario Nueva Alianza en tribuna sobre dictámenes a discusión, siendo 4 intervenciones en el primer año en su segundo periodo y 13 en el segundo año en su primer periodo.
Respecto a participaciones en la agenda política ha intervenido una ocasión durante el primer año en el primer periodo de sesiones. Ahora bien, en cuanto a participaciones en pleno respecto a posicionamientos del Grupo Parlamentario Nueva Alianza sobre puntos de acuerdo de otros partidos ha intervenido en 6 ocasiones siendo 4 en el primer año en su primer periodo de sesiones y 2 en el primer año del segundo periodo.

## Actividad Legislativa (Segundo año Legislativo)
En el segundo año de actividades legislativas propuso 3 iniciativas sumando 7 presentadas en total. Más del doble que los exdiputados de la región en sus respectivas legislaturas. Fue uno de los diputados del Grupo Parlamentario Nueva Alianza con más iniciativas y puntos de acuerdo presentados. Participó en 20 ocasiones en el Pleno para posicionar diversos dictámenes a discusión que se presentaron en el Segundo Periodo de Sesiones.